# Přemysl Sobotka
Přemysl Sobotka (ur. 18 maja 1944 w Mladej Boleslavi) – czeski lekarz i polityk, senator (1996–2016), od 2004 do 2010 przewodniczący Senatu Republiki Czeskiej, działacz Obywatelskiej Partii Demokratycznej (ODS), kandydat w wyborach prezydenckich w 2013.

## Życiorys
Od 1945 mieszkał w Libercu, gdzie uczęszczał do miejscowej szkoły średniej. Ukończył studia medyczne na Uniwersytecie Karola w Pradze, po czym specjalizował się w chirurgii i radiologii. Podjął pracę w zawodzie lekarza.
W 1989 współtworzył Forum Obywatelskie. Od 1990 do 1996 wykonywał mandat radnego Liberca, wchodząc w skład zarządu miasta. W 1991 dołączył do Obywatelskiej Partii Demokratycznej, był członkiem regionalnych i krajowych władz tego ugrupowania.
Przez 20 lat (1996–2016) był senatorem Republiki Czeskiej z okręgu nr 34 – Liberec. Wybierany był z ramienia ODS czterokrotnie – w latach 1996, 1998, 2004 i 2010. W grudniu 2004 został przewodniczącym Senatu, zajmował to stanowisko do listopada 2010. Ponadto w czasie wszystkich pozostałych kadencji Senatu, w których zasiadał w izbie, pełnił funkcję wiceprzewodniczącego (w tym pierwszego wiceprzewodniczącego w latach 2014–2016).
W 2012 uzyskał nominację ODS na kandydata na prezydenta – w wewnątrzpartyjnych prawyborach pokonał Evžena Tošenovskiego, uzyskując 60,8% głosów. W pierwszej turze głosowania wyborów prezydenckich w 2013 otrzymał 2,5% głosów, zajmując przedostatnie miejsce wśród 9 kandydatów.
Nie ubiegał się o kolejną reelekcję do Senatu w 2016, rezygnując z dalszego zasiadania w parlamencie. W tym samym roku został wybrany do rady kraju libereckiego z listy ODS – zajmował na niej 10. pozycję, jednak dzięki głosom preferencyjnym w jej ramach uzyskał 3. wynik.
Dwukrotnie żonaty, ma dwie córki oraz pasierba z drugiego związku. Deklaruje się jako ateista.
W 2016 odznaczony Krzyżem Kawalerskim Orderu Zasługi Rzeczypospolitej Polskiej.